# Acraea boopis
Acraea boopis là một loài bướm ngày thuộc họ Nymphalidae. Nó được tìm thấy ở KwaZulu-Natal, Swaziland, từ Mozambique tới Kenya và ở Tanzania.
Sải cánh dài 45–52 mm đối với con đực và 49–58 mm đối với con cái. Con trưởng thành bay quanh năm, đỉnh điểm từ tháng 11 đến tháng 3 ở miền nam châu Phi.
Ấu trùng ăn các loài Celastraceae, bao gồm Cassine tetragonal, Maytenus acuminate, Maytenus heterophylla và Rawsonia lucida.

## Phụ loài
- Acraea boopis boopis (South Africa in afromontane và higher lowland forest in East Cape, then along the escarpment through KwaZulu-Natal, also in Mpumalanga và Limpopo Province)
- Acraea boopis ama Pierre, 1979 (Kenya, miền bắc Tanzania)
- Acraea boopis choloui Pierre, 1979 (Malawi)